# トリン・T・ミンハ
トリン・T・ミンハ（ベトナム語: Trịnh Thị Minh Hà / 鄭氏明河、英語: Trinh T. Minh-ha、1953年 - ）は、ベトナム・ハノイで生まれ、アメリカで活動する映画監督、詩人、作曲家。
少女期をサイゴン（現ホーチミン市）で過ごし、ベトナム戦争中の1970年、17歳でアメリカ合衆国へ移住した。イリノイ大学で作曲と比較文学を専攻。1年間、フランスのリセで英語を教えながらソルボンヌ大学で民族音楽を学び、詩作を開始する。帰国してイリノイ大学で博士課程を修了後、1977～1980年、アフリカ、セネガルのダカール国立芸術院で音楽を教える。米国でアフリカを題材にしたドキュメンタリー映画作品『ルアッサンブラージュ』（1982）と『ありのままの場所』（1985）を16ミリフィルムで製作。カリフォルニア大学バークリー校で映画学・女性学の教授も務める。

## 日本語訳著書
- 『女性・ネイティヴ・他者 ポストコロニアリズムとフェミニズム』竹村和子訳 岩波書店 1995
- 『月が赤く満ちる時 ジェンダー・表象・文化の政治学』小林富久子訳 みすず書房 1996
- 『ここのなかの何処かへ 移住・難民・境界的出来事』小林富久子訳 平凡社 2014
- 『フレイマー・フレイムド』小林富久子,矢口裕子,村尾静二訳 水声社 2016